# Defensor do vínculo
Um defensor do vínculo ( em latim: defensor vinculi ou defensor matrimonii ) é um funcionário da Igreja Católica que tem a função de defender o vínculo matrimonial no procedimento prescrito para o julgamento de causas matrimoniais que impliquem a validade ou a nulidade de um casamento já contraído. No Direito Canônico atual a função está prevista no Livro VII, Título 1, que trata dos processos de casamento. 

## História
Bento XIV, pela sua bula Dei miseratione de 3 de novembro de 1741, introduziu este oficial no procedimento de casamento para se proteger contra abusos ocorridos no procedimento ordinário. A anulação de um casamento pode resultar do aparecimento apenas do cônjuge que desejava liberdade para contrair um novo casamento, enquanto o outro se mostrava apático e conivente com a anulação, ou por vezes incapaz ou indisposto a incorrer em despesas para manter o casamento, especialmente se fosse necessário recorrer a um tribunal superior. O escândalo surgiu da frequência de dissolução de casamentos com liberdade de celebração de novos contratos.

## Qualificações e obrigações
A bula exige que em cada diocese o Ordinário nomeie um defensor do matrimônio, de caráter íntegro e conhecedor da lei, um eclesiástico se possível, um leigo se necessário. O bispo pode suspendê-lo ou destituí-lo por justa causa e, se for impedido de participar no processo, substituí-lo por outro com as qualificações exigidas.

### Processo em primeira instância
Deverá ser convocado para qualquer julgamento em que se ponha em causa, perante juiz competente, a validade ou nulidade do casamento, sendo nulo qualquer processo se não for devidamente citado. Deve ter a oportunidade de interrogar as testemunhas e, oralmente ou por escrito, apresentar quaisquer argumentos que possam favorecer a validade do casamento. Deve ser citado ainda que esteja presente o interessado na defesa do casamento, devendo todos os atos do tribunal estar-lhe sempre acessíveis, tendo a qualquer momento o direito de apresentar novos documentos ou testemunhas favoráveis. o casamento. Ao assumir o cargo, deve prestar juramento no cumprimento das suas funções e espera-se que renove o juramento em cada caso. Se o juiz decidir a favor do casamento, o defensor não toma qualquer medida, a menos que o seu oponente recorra para um tribunal superior. Aqui um defensor empreende novamente a defesa da sua validade. Se o juiz de primeira instância decidir contra a validade do casamento e ninguém mais recorrer, o defensor do casamento tem o direito de recorrer para o tribunal superior. Se ele considerar que é seu dever recorrer, um novo casamento não poderá ser contraído até que o seu pedido seja ouvido.
Esta legislação canônica foi ampliada e aplicada nos Estados Unidos por uma Instrução de Propaganda em 1883, publicada com osActs and Decrees of the Third Plenary Councils of Baltimore. Embora a bula não o exija, a prática da Igreja Romana estende a intervenção do defensor aos casos de casamentos verdadeiros não consumados, onde a Santa Sé é solicitada a conceder dispensa para um novo casamento.

### Processo em segunda instância
A obrigação do defensor de recorrer da decisão de primeira instância adversa à validade do casamento foi modificada pela Santa Sé em vários casos em que a invalidade depende de fatos indiscutivelmente provados. Onde o decreto "Tametsi" do Concílio de Trento fosse vinculativo, exigindo a presença do pároco para a validade, se apenas se utilizasse a cerimónia civil, o bispo pode declarar nulo o casamento sem a participação do defensor. Tendo em conta a nova lei matrimonial contida no decreto "Ne Temere" de Pio X, isto também se aplica em qualquer lugar se o casamento for tentado apenas perante uma autoridade civil ou um ministro religioso não católico. Porém, se tiver sido utilizada forma eclesiástica e for questionada a nulidade da clandestinidade, é necessária a presença do defensor; mas se o impedimento da clandestinidade aparecer claramente, ele não precisa recorrer. Isto também é verdade se, por ausência de dispensa eclesiástica, houver impedimento de disparidade de culto, ou de consanguinidade, ou de afinidade por relação sexual legal, ou de relacionamento espiritual, ou de certo casamento legítimo anterior ainda existente. Nestes casos o Ordinário pode, com a participação do defensor, declarar nulo o casamento, não sendo o defensor obrigado a recorrer. Isto, porém, foi declarado pelo Santo Ofício (27 de maio de 1901) para ser entendido apenas nos casos em que se comprove certa e claramente o impedimento; caso contrário, o defensor deverá recorrer ao tribunal superior. O defensor é exortado a exercer gratuitamente o seu cargo, mas pode ser compensado com honorários impostos pelo tribunal ou com outros recursos diocesanos.
Os resumos apresentados ao tribunal pelo defensor do vínculo são considerados parte dos “atos” do caso e as partes têm o direito de ver e comentar os atos antes que a decisão seja tomada pelo(s) juiz(es). 